# Compton and Shawford
Compton and Shawford est une paroisse civile du Hampshire, en Angleterre.